# Rogi Wieg
Robert Gabor Charles (Rogi) Wieg (Delft, 21 augustus 1962 – Amsterdam, 15 juli 2015) was een Nederlands schrijver, dichter, beeldend kunstenaar en muzikant.

## Levensloop
Zijn ouders vluchtten in 1956 uit Hongarije. Zij vestigden zich een jaar later in Nederland.
Wieg kreeg tijdens zijn jeugd een klassieke muzikale opleiding, maar koos op zestienjarige leeftijd voor de bluesmuziek en het Nederlandse chanson. Hij werkte onder meer voor Liesbeth List. Wieg was redacteur van de literaire bladen Tirade en Maatstaf. Hij was tussen 1986 en 1999 als poëziecriticus verbonden aan Het Parool. In 1999 begon Wieg met schilderen en tekenen. Als beeldend kunstenaar was hij autodidact. Samen met Mari Alföldy vertaalde Wieg poëzie uit het Hongaars.
Zijn leven werd getekend door ernstige depressies. Hij werd regelmatig opgenomen in psychiatrische ziekenhuizen, onderging elektroshocktherapie en deed driemaal een poging tot zelfmoord.
Wieg trouwde op 29 december 2014 met beeldend kunstenares Abys Kovács, die zijn gedichtenbundel Khazarenbloed illustreerde.
Wieg overleed op 15 juli 2015 op 52-jarige leeftijd. Hij had gekozen voor euthanasie wegens ondraaglijk psychisch en lichamelijk lijden.
Over zijn overlijden en de impact op zijn omgeving maakte Frank Kromer de audiodocumentaire De laatste keuze van Rogi Wieg, voor de NTR.

## Prijzen
- 1987 - Lucy B. en C.W. van der Hoogtprijs voor Toverdraad van dagverdrijf
- 1988 - Charlotte Köhler Stipendium voor De zee heeft geen manieren
- 2004 - Clubkeuze Poëzieclub (uitgever van het tijdschrift Awater), voor De Ander
- 2008 - Gedichtendagprijzen, bekroond werk: Geen revolver uit De Kam
- 2014 - Wiegs gedicht Traag verdwenen zwarte bloemenvelden werd opgenomen in De 100 beste gedichten gekozen door Ahmed Aboutaleb voor de VSB Poëzieprijs 2014